# Diocèse décentralisé de Thessalie-Grèce-Centrale
Le diocèse décentralisé de Thessalie-Grèce-Centrale (grec moderne : Αποκεντρωμένη Διοίκηση Θεσσαλίας - Στερεάς Ελλάδας) est une subdivision administrative régionale de l'administration centrale créé par 1er janvier 2001 par le programme Kallikratis regroupant les services administratifs d'État des périphéries de Thessalie avec celle de Grèce-Centrale.
Le siège de cette nouvelle entité se trouve à Larissa.